# Albergaria-a-Velha e Valmaior
Albergaria-a-Velha e Valmaior é uma freguesia portuguesa do município de Albergaria-a-Velha, com 47,0 km² de área e 11 058 habitantes (censo de 2021). A sua densidade populacional é 235,3 hab./km².

## História
Foi constituída em 2013, no âmbito de uma reforma administrativa nacional, pela agregação das antigas freguesias de Albergaria-a-Velha e Valmaior com sede em Albergaria-a-Velha.

## Demografia
A população registada nos censos foi:
| Distribuição da População por Grupos Etários | Distribuição da População por Grupos Etários | Distribuição da População por Grupos Etários | Distribuição da População por Grupos Etários | Distribuição da População por Grupos Etários | Distribuição da População por Grupos Etários |
| -------------------------------------------- | -------------------------------------------- | -------------------------------------------- | -------------------------------------------- | -------------------------------------------- | -------------------------------------------- |
| Antes da agregação                           |                                              |                                              |                                              |                                              |                                              |
| Ano                                          | 0-14 anos                                    | 15-24 anos                                   | 25-64 anos                                   | >= 65 anos                                   | Total                                        |
| 2001                                         | 1628                                         | 1358                                         | 5068                                         | 1389                                         | 9443                                         |
| 2011                                         | 1766                                         | 1128                                         | 6017                                         | 1657                                         | 10568                                        |
| Após a agregação                             |                                              |                                              |                                              |                                              |                                              |
| Ano                                          | 0-14 anos                                    | 15-24 anos                                   | 25-64 anos                                   | >= 65 anos                                   | Total                                        |
| 2021                                         | 1582                                         | 1201                                         | 6089                                         | 2186                                         | 11058                                        |